# 蒿俊闵
蒿俊闵（1987年3月24日—），湖北武漢人，中国大陆足球员，司职中场，現效力中甲球隊廣州足球俱樂部。曾加盟德甲球隊沙爾克04，後回歸。蒿俊闵是2005年世青赛的主力球员，并荣获2005年及2007年的中超联赛最佳新人奖，同时还入选了国家队。2008年，他在最后一刻进入了奥运会的正式19人名单。

## 职业生涯

### 青年队
蒿俊闵小学毕业后进入武汉市足球学校接受训练。2001年由于足校濒临解散，蒿俊闵在时任中国国少队主帅刘春明的力荐下加盟天津泰达，继续职业生涯。

### 職業俱乐部

#### 天津泰達
蒿俊闵在2003年进入天津泰达一队，并逐渐成长为球队主力。2005年他获得中超联赛最佳新人奖，2007年再次获得中超联赛最佳新人奖（此奖项因此改为最佳年轻球员奖）。2008年帮助球队获得联赛第四名，赢得2009年亚冠比赛资格。

#### 沙尔克04
2010年2月1日加盟德国甲级联赛沙尔克04队。2月11日，他在德国杯四分之一决赛沙尔克04客场1比0击败奥斯纳布吕克的比赛中替补出场，第一次代表沙尔克04亮相。2月21日，他第一次代表沙尔克04在德甲比赛中登场。

#### 山东鲁能
2011年7月8日， 德甲球队沙尔克04官方宣布，蒿俊闵正式与俱乐部解约离开球队，回国加盟中超球队山东鲁能。蒿俊闵与山东鲁能签约三年。而蒿俊闵在効力沙尔克04一年半时里只代表球队在正式比赛中出战19次（14场联赛，3场德国杯以及两场欧冠）。

### 国家队
蒿俊闵曾经入选中国国少队，参加了2002年亚少赛和2003年世少赛。2004年进入中国国青队，并在2005年荷兰世青赛上有出色表现，并以主力身份代表中国国奥队参加了2008年北京奥运会的足球比赛。
蒿俊闵在2005年同年进入国家队，并代表国家队拿到了2005年东亚足球锦标赛冠军。2021年，为备战3月开踢的卡塔尔世预赛亚洲区40强赛下半程比赛，中国男足将于1月22日至2月10日在海口展开2021年首期集训，他入选27人名单。

## 国家队进球
- 仅列出国际A级比赛进球

| 时间          | 地点  | 对手 | 比分 | 赛事                     | 进球(累计) |
| ------------- | ----- | ---- | ---- | ------------------------ | ---------- |
| 2008年2月23日 | 重 庆 |      | 3-1  | 东亚锦标赛               | 1( 1)      |
| 2008年5月25日 | 昆 山 | 约旦 | 2-0  | 友谊赛                   | 1( 2)      |
| 2009年1月21日 | 杭 州 | 越南 | 6-1  | 2011年亞洲盃外圍賽       | 1( 3)      |
| 2009年5月29日 | 上 海 | 德国 | 1-1  | 友谊赛                   | 1( 4)      |
| 2009年7月25日 | 天 津 |      | 3-0  | 友谊赛                   | 1( 5)      |
| 2011年1月17日 | 多 哈 |      | 2-2  | 2011年亞洲盃足球賽       | 1( 6)      |
| 2011年7月23日 | 昆 明 |      | 7-2  | 2014年世界杯亚洲区预选赛 | 2( 8)      |
| 2011年9月6日  | 安 曼 | 约旦 | 1-2  | 2014年世界杯亚洲区预选赛 | 1( 9)      |
| 2012年2月29日 | 广 州 | 约旦 | 3-1  | 2014年世界杯亚洲区预选赛 | 2( 11)     |
| 2015年1月3日  | 悉 尼 | 阿曼 | 4-1  | 友谊赛                   | 1( 12)     |

## 荣誉

### 俱乐部

#### 沙尔克04
- 德国足协杯：2010-11

#### 山东鲁能泰山
- 中国足协杯：2014
- 中国足球协会超级杯：2015

### 国家队

#### 中国国家足球队
- 东亚杯：2005

### 个人
- 中国足球协会年度最佳新人：2005、2007
- 中国足球超级联赛最佳阵容：2005、2007